# Heavenly Sweetness
Heavenly Sweetness est un label de disques indépendant crée en 2007 par Antoine Rajon et Franck Descollonges. D’abord spécialisé dans le jazz, le label s’est depuis ouvert à d’autres styles, comme le funk et la soul, mais aussi les musiques afro-tropicale ou antillaises, notamment par le biais de sa division Pura Vida Sounds et de ses compilations Digital Zandoli.
Son slogan est : “Parisian label spreading colorful Music for the Soul”

## Histoire
Fondé 2007 par Franck Descollonges et  Antoine Rajon, Heavenly Sweetness se consacre d’abord à la rééditions d’albums rares voire méconnus de label Strata East et surtout de Blue Note pour lesquelles le label respecte un cahier des charges précis : reproductions des visuels originaux sans modifications, pressage de disques sur vinyles de 180g, pochette en carton épais.
Parmi ces rééditions, on peut citer The Cap Verdean Blues de Horace Silver, Inventions And Dimensions de Herbie Hancock, Kofi de Donald Byrd, ou Moon Rappin' de Brother Jack McDuff.
En parallèle, le label se consacre également à ses propres productions avec les albums de Doug Hammond, Robert Aaron, ou de The Rongetz Foundation.
Dans ces deux activités, c’est la même philosophie qui s’impose : la recherche d’une esthétique chaleureuse et intense qui privilégie des enregistrements où la vérité de la première prise prime.
Sans varier de cette ligne de conduite, le label publie deux albums fondateurs : Bird Head Son d’Anthony Joseph (2009) et Bad Bad Things de Blundetto (2010), deux artistes qui ne sont pas de jazz, et dont Heavenly Sweetness accompagnera et développera la carrière sur le  long terme. 
Avec le départ d’Antoine Rajon en 2014, Franck Descollonges accentue encore cette ouverture musicale en poursuivant la production d’albums de hard-bop (Florian Pellissier Quintet) mais aussi de soul (Sly Johnson), de soul créole (David Walters), de jazz-funk (Dope Gems et Cotonete), de jazz plus expérimental (Leron Thomas) ou de hip hop avec Guts, l’un des artistes phares du label.
A la manière de CTI ou de Daptone, Heavenly Sweetness fonctionne sur un mode “familial” autour d’un noyau dur de musiciens qui se retrouvent sur différents albums du label, parfois en leader, d’autres fois en sidemen, voire en simple guest.

## Rééditions
En plus de rééditions d’albums du catalogue Blue Note, Heavenly Sweetness réédite également des perles de la musique Ethiopienne en exploitant en vinyle le catalogue de la série Ethiopiques (Mulatu Astatké, Alemayehu Eshete, Mahmoud Ahmed ou Ayalew Mesfin).

## Compilations
En 2012, Heavenly Sweetness sort Diggin’ The Blogosphère, une compilation jazz, jazz-funk et soul réunissant des artistes découverts sur le web via les plateformes numériques ou les blogs. Un second volume sortira l’année suivante.
En 2013, avec le concours de Digger's Digest, sort Freedom Jazz France, une compilation de jazz spirituel.
La même année, Heavenly Sweetness inaugure la série des compilations Beach Diggin’. Initiée par Guts, avec le concours de l’artiste Mambo, cette série de cinq volumes consiste en une sélection idéale pour l’été, la plage et le farniente. Les titres proviennent tous des collections personnelles de Guts et de Mambo, des disques ramenés du monde entier et, parfois, très rares.
En 2015 Heavenly Sweetness sort Kouté Jazz, une compilation de jazz antillais réunissant les grands noms de l’archipel comme Edmony Krater, les Vikings De La Guadeloupe ou encore Erick Cosaque.
En 2017, pour célébrer ses dix ans d’existence et d’indépendance, Heavenly Sweetness sort deux compilations : 10 Years Of Transcendent Music (2007-2017), best-of de titres du catalogue, et We Are Ten! The Birthday Presents, composé de titres et des remix enregistrés pour l’occasion par les artistes du label. Pour l’occasion, le label organisera trois soirées anniversaires : au Bikini de Toulouse avec la collaboration de FIP, à La Cigale de Paris et, enfin, à Londres au Total Refreshment Center.
En 2019, Guts lance une nouvelle série de compilations : Straight From The Decks, une sélection des meilleures morceaux joués lors de ses dj sets. Un deuxième volume sort en 2020.

## Musiques Antillaises
À la suite de la sortie de la compilation Kouté Jazz en 2015, Heavenly Sweetness s’ouvre vers les musiques antillaises, avec sa “Série Antilles”.
Une ouverture qui se concrétise par des rééditions (Tijan Pou Velo d’Edmony Krater, Love And Ka Dance, le premier album de Kassav), mais aussi par des compilations (Best-of des Vikings De La Guadeloupe, Erick Cosaque - Chinal Ka 1973-1995, Digital Zandoli et Digital Zandoli 2 ).
Tissant des liens privilégiés avec ces artistes dont il explore le catalogue, Heavenly Sweetness produit également les albums Dalva du percussionniste Roger Raspail ainsi que An Ka Sonjé et J’ai Traversé La Mer d’Edmony Krater.

## Pura Vida Sounds
En 2017, Heavenly Sweetness créé Pura Vida Sounds, une division dont Guts est le directeur artistique.
Cette division se caractérise par une orientation musicale afro-tropicale avec une série de maxi, mais aussi avec les albums d’El Tipo Este, de K.O.G & The Zongo Brigade ou de Bande Gamboa.